# Gran Premio Develi femenino
El Gran Premio Develi femenino (nombre original: Grand Prix Develi WE) es una carrera ciclista femenina profesional de un día que se disputa anualmente en Turquía. Es la versión femenina de la carrera del mismo nombre.
La carrera fue creada en el año 2020 haciendo parte del Calendario UCI Femenino como competencia categoría 1.2 y su primera edición fue ganada por la colombiana Laura Toconas.

## Palmarés
| Año  | Ganador           | Segundo             | Tercero        |
| ---- | ----------------- | ------------------- | -------------- |
| 2020 | Laura Toconas     | Anastasia Chursina  | Aigul Gareyeva |
| 2021 | Tatiana Antóshina | Margarita Syrodoeva | Marina Varenyk |

## Palmarés por países
| País     | Victorias |
| -------- | --------- |
| Colombia | 1         |
| Rusia    | 1         |